# Mesopsis abbreviatus
Mesopsis abbreviatus är en insektsart som först beskrevs av Ambroise Marie François Joseph Palisot de Beauvois 1806.  Mesopsis abbreviatus ingår i släktet Mesopsis och familjen gräshoppor. Inga underarter finns listade i Catalogue of Life.